# Óbila Club de Basket
El Óbila Club de Basket, denominado también como Carrefour el Bulevar, Carrefour el Bulevar de Ávila y en las últimas temporadas Hotel 4Postes - Ávila Auténtica - El Bulevar por motivos de patrocinio, es un club español de baloncesto de la ciudad de Ávila, en Castilla y León. Fue fundado en la temporada 2001. Actualmente compite en Tercera FEB, cuarta categoría del baloncesto español.

## Historia

### Inicios
El Óbila Club de Basket nació en Ávila en 2001. Fue fundado por un grupo de aficionados al baloncesto, que no podían disfrutar de este deporte en la capital abulense. En el año 2003 el Óbila consiguió disputar la liga EBA quedando en el decimosegundo puesto.
En la temporada 2005/06 se clasificó por primera vez para la fase de ascenso a la liga LEB 2 y en la temporada 2006/07 fue elimado de la fase de ascenso después de una polémica canasta del CB Coruña. En el verano de 2007 el club consiguió una plaza en la nueva LEB Bronce. En esta nueva categoría profesional el club abulense se salvó en las últimas jornadas, gracias al que posiblemente sea el mejor jugador de la historia del Óbila, Dreike Bouldin.
En la temporada 2008/09, la mejor de la breve historia del club, se consiguió el ascenso a la LEB Plata tras vencer al CB Tíjola en la final.

### LEB Plata
Al principio de la temporada nadie podía pensar en el ascenso pero poco a poco el equipo fue cumpliendo objetivos hasta finalizar la liga regular en segunda posición. A mitad de esta temporada el equipo dejó de jugar en el Pabellón San Antonio y se mudó al nuevo pabellón CUM Carlos Sastre. Dreike Bouldin fue el MVP de la temporada y Paul Williams fue el tercer mejor jugador de la competición. La temporada 2009/10 el equipo abulense vivió su primera temporada en LEB Plata consiguiendo la permanencia. En la temporada 2010/11 jugó los play offs de ascenso a LEB Oro cayendo derrotado por el Bàsquet Mallorca.
En la temporada 2011/12 firmó un convenio de colaboración con el Baloncesto Fuenlabrada. Ésta comenzó con polémica tras sumar dos puntos en el marcador de CUM Carlos Sastre en el partido entre Fontedoso Carrefour el Bulevar y el Barça Regal B, en el que ganó el Barça B por 64 a 65.
Dicho partido se repitió a falta de 3 minutos y 51 segundos, con 64-56 a favor del Óbila y posesión para el Barça B. Finalizó la temporada en puestos de playoffs, donde caería eliminado nuevamente en primera ronda, esta vez frente al CB Prat.
La temporada 2012/13 comenzó con el tercer puesto de la Copa de Castilla y León, venciendo en el tercer y cuarto puesto al CB Valladolid de liga ACB, venciendo así por primera vez en partido oficial a un equipo de la máxima categoría del baloncesto español. Al comienzo de la temporada regular de la LEB Plata se pusieron pronto en el liderato, ganando por ventajas superiores a los 20 puntos. Poco duró la alegría del equipo verderón que tras cinco victorias encadenó una importante serie de derrotas, temiendo incluso con caer a posiciones de descenso. A esta mala racha se sumó la dimisión de Héctor Palencia como presidente del club, su lugar lo ocupó Eduardo Martín, exjugador del equipo. Tras un buen final de campeonato el equipo se volvió a meter en playoffs de ascenso por tercer año consecutivo y cayendo nuevamente frente al CB Prat.
En la temporada 15/16 el equipo fragua un increíble comienzo de liga, acabando a mitad de la temporada en primera posición con un más que destacable parcial de 11 victorias y 4 derrotas, consiguiendo con ello disputar y organizar la Copa LEB Plata.
La campaña realizada por el Óbila 15/16 alcanza niveles históricos ya que consiguieron ser subcampeones de copa y finalistas en los play-off de ascenso a LEB Oro, donde cayeron en el quinto partido frente a Araberri Basket Club.
En la temporada 2018/19 de LEB Plata, el equipo termina con un balance de 15-19, perdiendo la categoría de bronce después de militar en ella durante 10 temporadas consecutivas.

### Liga EBA
En el primer año en la cuarta categoría, el equipo tiene como objetivo el ascenso. Durante gran parte de la temporada el equipo marcha en segunda posición, hasta que la liga se detuvo debido a la pandemia de COVID-19. La FEB decidió que no hubiera descensos y que ascendieran el primer clasificado de cada grupo en el momento del parón y el mejor de un ránking entre los siguientes mejores clasificados de las cinco conferencias en esa misma fecha, valorándose como criterio el número de años de participación en competiciones FEB durante las últimas cinco temporadas.
Desde entonces el equipo ha permanecido siempre en la Liga EBA (actualmente denominada Tercera FEB).

## Denominaciones
| - Óbila Club de Basket (-2004) - Carrefour El Bulevar (2004-2005) - Carrefour El Bulevar de Ávila (2005-2007) - Matchmind Carrefour El Bulevar de Ávila (2007-2009) - Fontedoso Carrefour El Bulevar de Ávila (2009-2012) - Grupo Eulen Carrefour El Bulevar de Ávila (2012-2015) |  | - Carrefour El Bulevar de Ávila (2015-2017) - Ávila Auténtica - Carrefour El Bulevar (2017-2020) - Ávila Auténtica - El Bulevar (2020-2021) - Hereda - Ávila Auténtica - El Bulevar (2021-2023) - Hotel 4Postes - Ávila Auténtica - El Bulevar (2023-) |

## Temporadas
| Temporada | Nivel | División     | Pos. | Postemporada             | LR    | PO  | Copa           | Copa |
| --------- | ----- | ------------ | ---- | ------------------------ | ----- | --- | -------------- | ---- |
| 2001–02   | 5     | 1.ª División | –    | –                        | –     | –   | –              | –    |
| 2002-03   | 5     | 1.ª División | –    | Ascenso                  | –     | –   | –              | –    |
| 2003-04   | 4     | Liga EBA     | 12.º | –                        | 11-19 | –   | –              | –    |
| 2004-05   | 4     | Liga EBA     | 9.º  | –                        | 14-16 | –   | –              | –    |
| 2005-06   | 4     | Liga EBA     | 3.º  | Octavos final            | 21-9  | 0-2 | –              | –    |
| 2006-07   | 4     | Liga EBA     | 2.º  | Octavos final            | 20-6  | 1-1 | –              | –    |
| 2007-08   | 4     | LEB Bronce   | 12.º | –                        | 14-18 | –   | –              | –    |
| 2008-09   | 4     | LEB Bronce   | 2.º  | Semifinal (2.º)/ Ascenso | 19-11 | 4-2 | –              | –    |
| 2009-10   | 3     | LEB Plata    | 18.º | –                        | 13-15 | –   | –              | –    |
| 2010-11   | 3     | LEB Plata    | 9.º  | Cuartos final (9.º)      | 12-16 | 1-3 | –              | –    |
| 2011-12   | 3     | LEB Plata    | 8.º  | Cuartos final (8.º)      | 12-12 | 0-2 | –              | –    |
| 2012-13   | 3     | LEB Plata    | 9.º  | Cuartos final (9.º)      | 7-13  | 1-1 | –              | –    |
| 2013-14   | 3     | LEB Plata    | 7.º  | Cuartos final (7.º)      | 13-11 | 1-2 | –              | –    |
| 2014-15   | 3     | LEB Plata    | 9.º  | Cuartos final (9.º)      | 15-13 | 0-2 | –              | –    |
| 2015-16   | 3     | LEB Plata    | 6.º  | Final (3.º)              | 15-11 | 5-5 | Copa LEB Plata | SC   |
| 2016-17   | 3     | LEB Plata    | 5.º  | Cuartos final (8.º)      | 17-13 | 1-3 | –              | –    |
| 2017-18   | 3     | LEB Plata    | 4.º  | Semifinal (4.º)          | 18-12 | 3-3 | –              | –    |
| 2018-19   | 3     | LEB Plata    | 21.º | Descenso                 | 15-19 | –   | –              | –    |
| 2019-20   | 4     | Liga EBA     | 2.º  | –                        | 16-4  | –   | –              | –    |
| 2020-21   | 4     | Liga EBA     | 7.º  | –                        | 10-10 | –   | –              | –    |
| 2021-22   | 4     | Liga EBA     | 9.º  | –                        | 14-16 | –   | –              | –    |
| 2022-23   | 4     | Liga EBA     | 6.º  | –                        | 16-10 | –   | –              | –    |
| 2023-24   | 4     | Liga EBA     | 9.º  | –                        | 11-15 | –   | –              | –    |
| 2024-25   | 4     | Tercera FEB  | 4.º  | –                        | 17-9  | –   | –              | –    |

## Palmarés

### Campeonatos
- 2 Copa Castilla y León LEB Plata (2017/18, 2018/19)
- 1 Copa Castilla y León Tercera FEB (2024/25)

### Subcampeonatos
- 2 veces Subcampeón Liga EBA 2006/07, 2019/20.
- 1 vez Subcampeón LEB Bronce 2008/09.
- 1 vez Subcampeón Copa LEB Plata 2015/16.
- 1 vez Finalista LEB Plata 2015/16.

## Cantera
Cuenta con un total de 8 equipos (sin tener en cuenta los de la categoría de minibasket), 2 infantiles masculino, cadete masculino, 2 júnior masculino, júnior femenino, sénior femenino y equipo sénior masculino, participando todos ellos en diferentes ligas provinciales y autonómicas

### Óbila Club de Basket B
El filial del equipo verderón participa por primera vez en la temporada 2014-15, compitiendo en liga provincial, consiguiendo el ascenso a Primera División Nacional, pero por motivos económicos el ascenso no se hizo efectivo. Siguió compitiendo en categoría provincial hasta que desapareció al término de la temporada 2018-19.
Tras tres temporadas sin competir, en la temporada 2022-23 el equipo filial vuelve a competir, esta vez en Primera División Nacional.
- 1 vez Campeón Liga Provincial 2014/15.
- 1 vez Subcampeón Liga Provincial 2016/17.
- 1 vez Subcampeón Copa Primera Nacional 2022/23.

### Óbila Club de Basket femenino
El club cuenta con equipos femeninos en cantera desde hace bastantes temporadas. Además, desde la temporada 2022/23, cuenta con primer equipo femenino. En su primera temporada ha militado en Liga Provincial, consiguiendo el subcampeonato.

## Afición

### La Marea Verde
La afición del Óbila Club de Basket es conocida como la Marea Verde. La afición suele acudir a los partidos del Óbila como local con atuendo verde y con bufandas del equipo. Son una afición bastante numerosa y animosa.
En partido que supuso el ascenso del equipo a LEB Plata se desplazaron más de 1000 aficionados verderones a Fuenlabrada, llamando la atención del propio presidente de la FEB. http://www.youtube.com/watch?v=YTs24ZWuAH8
Con el comienzo del año 2016 se pone en marcha la llamada grada de animación, que reúne a más de medio centenar de participantes con el objetivo de animar y apoyar al equipo en sus partidos.

## Pabellón
Hasta el año 2009 el club jugaba sus partidos como local en Pabellón de San Antonio. Debido a las exigencias de las categorías LEB en los pabellones, el Ayuntamiento construyó el CUM Carlos Sastre, llamado así en honor al ciclista abulense campeón del Tour de Francia. El pabellón fue inaugurado en 2009 en un partido frente al Baloncesto León de LEB Oro. El nuevo pabellón tiene una capacidad de 2000 espectadores y pueden incorporarse gradas supletorias. Los asientos llevan los colores del equipo, verde y azul, las marcas del campo en el parqué también son de color verde.